# École Estienne
Pour les articles homonymes, voir Estienne.
Pour l'école maternelle et élémentaire, voir Rue Robert-Estienne#Historique.
L’école Estienne, dénomination courante de l’École supérieure des arts et industries graphiques (ESAIG), est un établissement français d’enseignement supérieur public situé au 18, boulevard Auguste-Blanqui dans le 13e arrondissement de Paris, non loin de la Butte-aux-Cailles. Elle forme de jeunes créateurs dans les métiers de l’imprimerie, du design de communication et des métiers d’art du livre. Elle est l'une des 28 formations reconnues du Réseau des écoles françaises de cinéma d’animation (RECA).
C'est une école municipale qui dépend de la ville de Paris, également membre de l'établissement public Hautes Écoles Sorbonne Arts et Métiers Université depuis 2018. Elle compte, en 2012, 600 étudiants pour 115 enseignants.

## Historique

### Création de l'école du livre

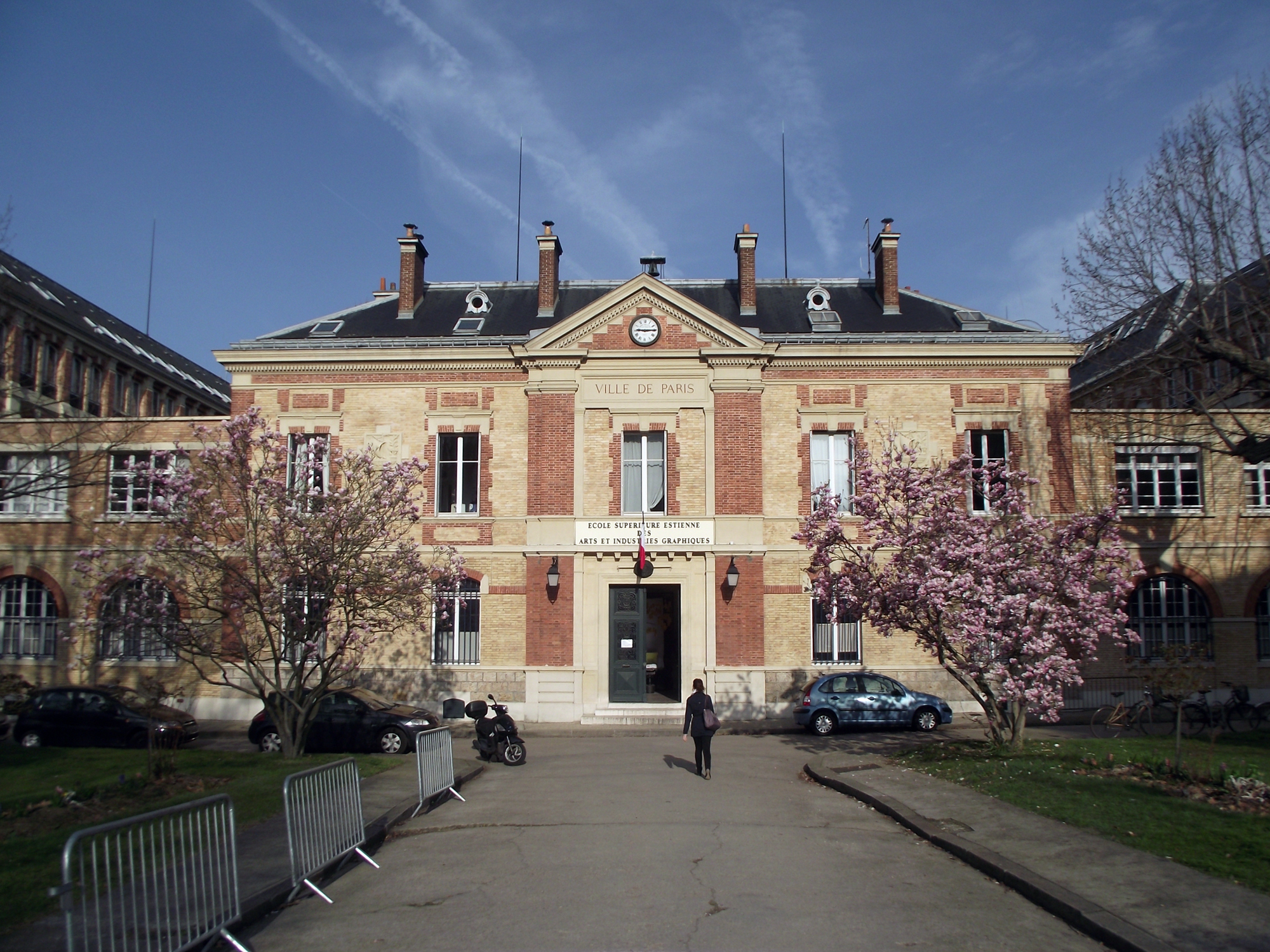
Entrée de l'école.

C'est sur proposition de l'anthropologue et linguiste Abel Hovelacque que la ville de Paris adopte en 1887 le projet de création d'une école municipale professionnelle d'arts et industries graphiques. D'abord nommée « école municipale du livre Estienne », d'après le nom de la célèbre famille d'imprimeurs du XVIe siècle, elle a pour objet l'enseignement professionnel des métiers du livre, dans tous leurs aspects pratiques et théoriques. Son but était de pallier la sous-qualification dans cette industrie naissante.
La création d'une école professionnelle municipale consacrée aux arts et industries du Livre est d’abord de nature politique : les pouvoirs publics locaux et nationaux cherchaient ainsi à répondre à une véritable demande sociale et à compenser l’absence de structures de formation. Paris était considérée comme la capitale de l’imprimerie et comme un exemple important de la politique publique d’enseignement professionnel au début de la Troisième République.
En créant cette école, le conseil municipal de Paris provoqua un tollé dans le milieu autonome et corporatif qu'était l'industrie du livre. En tant qu’école professionnelle municipale, l'école Estienne était, en théorie, assimilée à une école nationale professionnelle sous la tutelle du ministère de l’Instruction publique. L’école Estienne se voulait à la fois populaire et élitiste : la Ville octroyait des aides financières aux familles les moins favorisées pour enrayer l’abandon en cours d’apprentissage, mais le concours d'entrée était obligatoire.
L'école accueille sa première promotion (108 élèves) en novembre 1889 dans des locaux provisoires, situés rue Vauquelin. Les bâtiments définitifs conçus par l'architecte Menjot de Dammartin sont construits en 1896. Les locaux actuels du boulevard Auguste-Blanqui sont inaugurés le 1er juillet 1896 en présence du président de la République Félix Faure.

### XXIesiècle
En 2009, les classes de sciences et technologies industrielles (STI) arts appliqués sont supprimées ; l'école passe du statut de lycée technique à celui d'école supérieure.

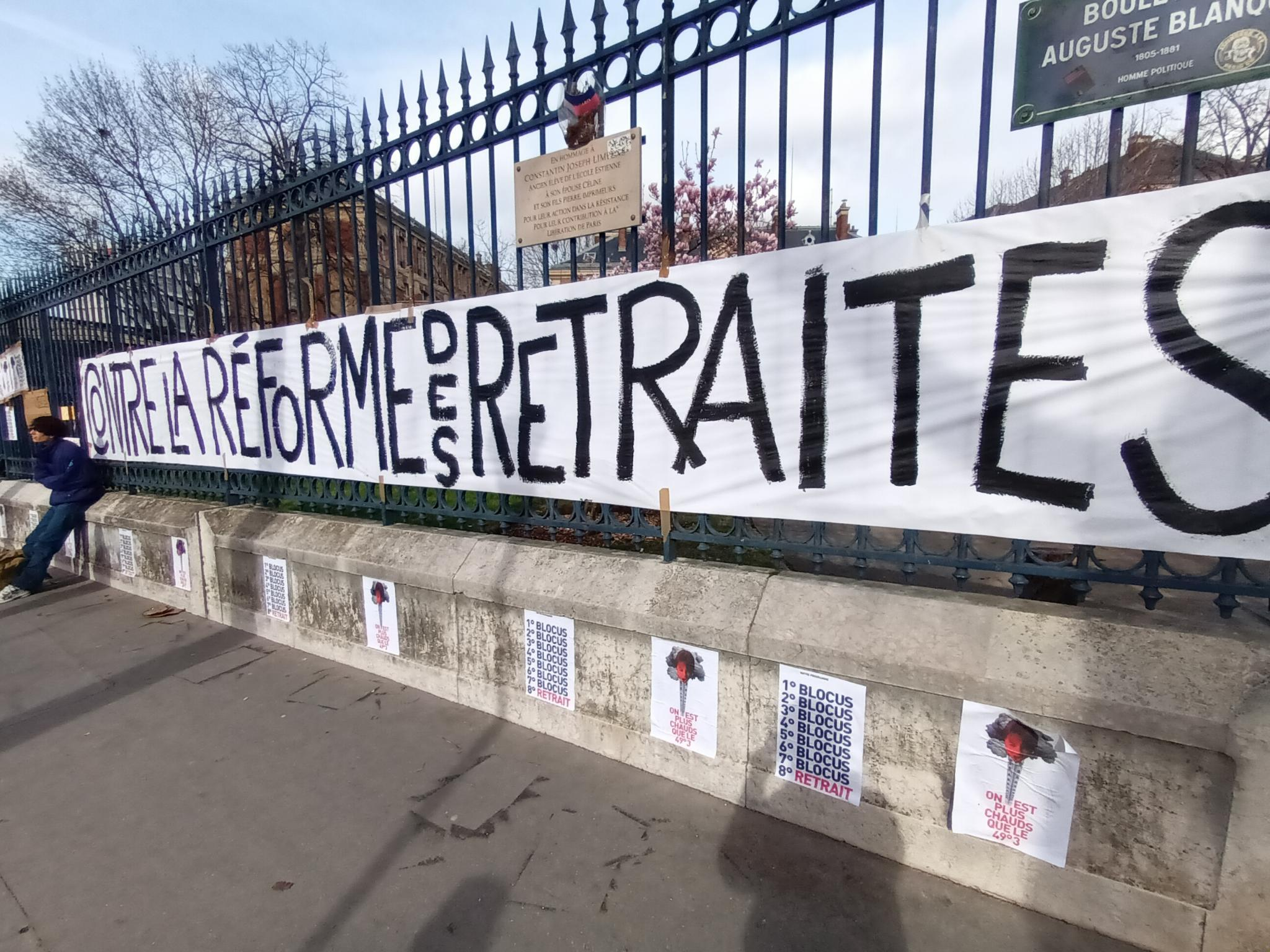
Banderole sur les grilles de l'école le 15 mars 2023.

Le 15 mars 2023, l'école est bloquée par plusieurs de ses étudiants dans le cadre de la mobilisation contre la réforme des retraites, à la suite d'une assemblée générale qui s'est tenue dans l'établissement la veille.

### Patrimoine

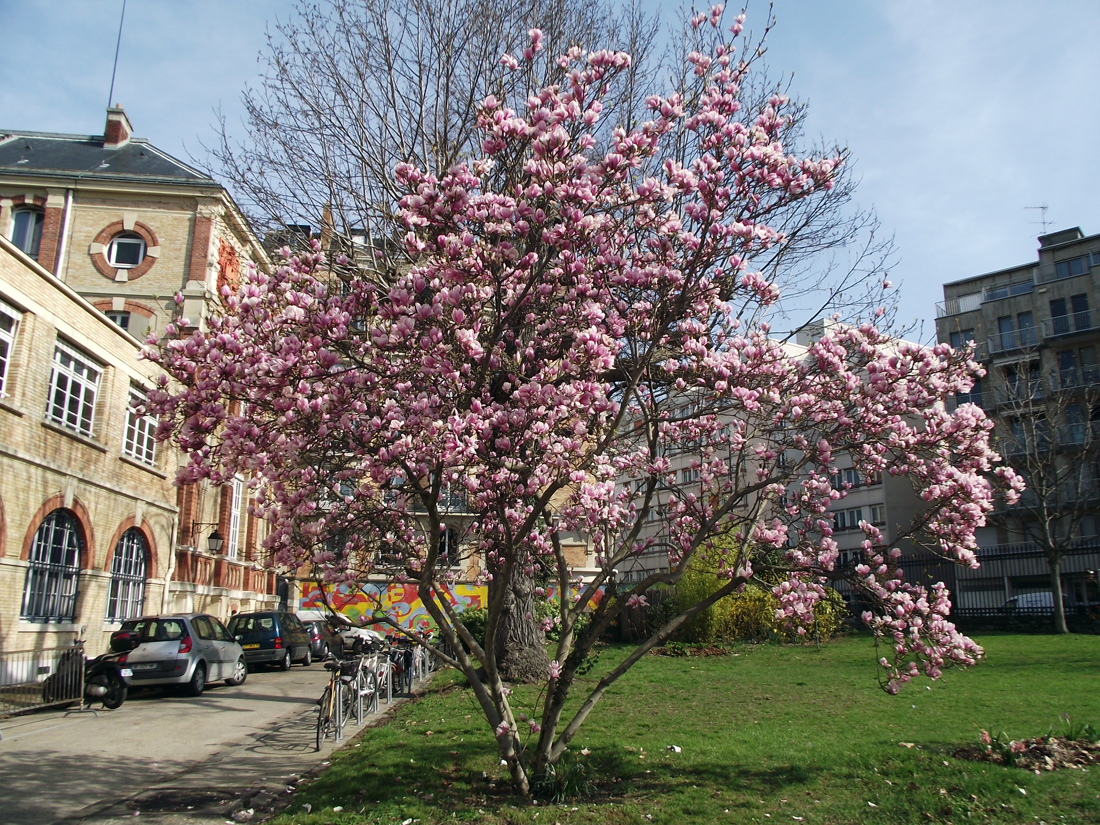
Un des quatre magnolias de Soulange dans le jardin.

Les bâtiments de l’école Estienne ont été construits selon un plan en quadrilatère autour d’une cour de récréation. Devant les bâtiments, un jardin et des pelouses entourés par des grilles et un portail monumental délimitent l’enceinte de l’école. Le jardin compte quatre magnolias de Soulange, deux grands ptérocaryers du Caucase, un érable et quatre marronniers communs .
Le hall d’entrée dessert les deux ailes du bâtiment, la bibliothèque et la cour. Plusieurs expositions sont organisées chaque année dans le hall, de travaux d’anciens ou d'actuels élèves de l’école ou des expositions thématiques. Une presse typographique en fonte construite vers 1830 a été installée face à l’entrée dans les années 1960.
Depuis l'ouverture de l'école Estienne, la bibliothèque est ouverte aux étudiants et aux chercheurs sur rendez-vous. Elle dispose d'un des plus importants fonds documentaires en France sur les arts graphiques, essentiellement constitué de legs de bibliophiles et imprimeurs parisiens. La collection compte notamment des ouvrages professionnels, des ouvrages sur l'écriture et le tracé de la lettre et des manuels techniques sur l'imprimerie et la chaîne graphique, la reliure, l'estampe ou la gravure. Elle rassemble également des publications de l'école comme des cours magistraux, des documents officiels et des diplômes. Parmi les ouvrages les plus remarquables, il y a le Traité des manières de graver d'Abraham Bosse (1701), la Panchrestographie de Jean de Beaugrand (manuel d'écriture destiné au Dauphin, futur Louis XIII, gravé par Firens, en 1604) ou La Science pratique de l'imprimerie de Fertel (1723). La collection est régulièrement enrichie, notamment par le proviseur Robert Ranc dans les années 1950-1960.
Le mobilier de la salle de la cantine, composé de tables de marbre sur pieds en fonte avec bancs attenants vissés au sol, et la charpente de l'atelier des machines (1 200 m2) sont construits par les Ateliers de construction Gustave Eiffel de Levallois-Perret, fondés par Gustave Eiffel.
À l'arrière du bâtiment, au 21-25 rue des Reculettes, trois bas-reliefs (1941) du sculpteur Pierre Traverse ornent la partie supérieure de l'édifice.

## Enseignements
En 2012, l'école Estienne accueille environ 600 étudiants, qu'elle forme aux métiers de l’imprimerie, du design de communication et des métiers d’art du livre. Elle propose des formations de niveaux I, II et III (bac + 2 à bac + 5) :
- BTS : Brevet de technicien supérieur en arts appliqués (niveau III, bac + 2)
  - BTS édition
  - BTS Communication et industries graphiques, option étude et réalisation de produits imprimés (CIG ERPI)
  - BTS Communication et industries graphiques, option étude et réalisation de produits graphiques (CIG ERPG)
- DSAA : Diplôme supérieur d’arts appliqués (niveau I, bac + 5) 
  - DSAA Design typographique (DT)
  - DSAA Design et stratégies de communication (DSC)
  - DSAA Design d’illustration scientifique (DIS)
  - DSAA Design et création numérique (DCN)
    - FCIL Post DSAA
- Licence professionnelle (niveau II, bac + 3)
  - Intégrateur et gestionnaires de flux numérique
  - Design packaging / objet graphique
  - Fabrication du livre imprimé et numérique
- DNMADE : Diplôme national des métiers d’art et du design [9] (depuis 2018, ils remplacent les formations de DMA et BTS en arts)
  - DNMADE Livre
  - DNMADE Graphisme
  - DNMADE Numérique
  - DNMADE Animation

Pour toutes les sections, hormis les DSAA, l'inscription se fait avec la procédure du site Parcoursup. Les classes de BTS Design Graphique I & N (ex Communication visuelle A & B) ainsi que tous les DMA nécessitent une mise à niveau en arts appliqués ou un baccalauréat STI arts appliqués. Pour ces classes, la sélection se fait par dossier, puis par un entretien. La sélection des DSAA est assortie d'une épreuve écrite.

## Événements culturels et associatifs
L'école Estienne organise de nombreux événements culturels en son sein et hors les murs.
Depuis 1972, l'école ouvre ses portes, les premiers vendredi et samedi de février. Les étudiants de toutes les sections montrent leurs travaux réalisés pendant l'année et proposent leurs conseils pour intégrer l'école.
Depuis 1986, les Estiennales, anciennement appelées « Semaine culturelle », proposent pendant deux jours des conférences sur un thème commun chaque année différent. Le festival « Presse citron », créé en 1992, célèbre le dessin de presse pendant une semaine à travers une exposition, des ateliers et un concours.
Depuis 2009, le « Printemps de la Typo » est un séminaire international animé par des designers typographistes éminents. Cet événement a lieu dans l’Institut national du patrimoine, pendant deux jours de la deuxième semaine d'avril.
L'association Plexus Estienne, créée en 2010, propose une fois par mois une rencontre entre des anciens étudiants et les étudiants actuels. Le bureau des étudiants d'Estienne organise régulièrement des soirées étudiantes en partenariat avec d'autres écoles supérieures d'art parisiennes.
En mars 2015 est décidé d’apposer une plaque en hommage à Cabu, ancien élève de l'établissement assassiné en janvier de la même année. La mairie du 13e arrondissement propose également que le nouvel amphithéâtre de l'école soit nommé « Amphi Charlie ».
L'école a noué un partenariat avec le site MAAD digital : des élèves de l’école ont réalisé des illustrations pour sensibiliser les jeunes sur la consommations de drogues.

## Personnalités liées à l'école

### Liste des proviseurs
- Georges Lecomte (de 1913 à 1934)
- Sylvain Sauvage (de 1934 à †1948)
- Robert Ranc (de 1948 à 1969) †1984
- André Barre (de 1969 à †1970)
- Pierre Theubet (de 1970 à 1971)
- Roland Depretto (de 1971 à 1987) †2008
- Gérard Pattenote (de 1987 à 1995)
- Christiane Loisel (de 1995 à 2003)
- Catherine Kuhnmunch (de 2003 à 2010) †2011
- Armelle Nouis (2010-2015)
- Annie-Claude Ruescas (2015-2022)
- Mariette Dupont (depuis 2022)

### Quelques professeurs notoires
- Willy Anthoons, professeur d'art plastique
- Robert Bonfils, gravure[13]
- André Barre, gravure en relief
- Maurice Brianchon, professeur de dessin
- Georges Capon, professeur de dessin et de chromolithographie
- Henri Cortot (1892-1950), professeur de gravure, graveur de timbres postaux
- René Cottet, gravure en taille douce
- Albert Flocon, professeur de conception graphique, histoire de l'art
- Adrian Frutiger, professeur de typographie
- Eugène Grasset, gravure et imprimerie
- Franck Jalleau, professeur de création de caractère, dessinateur de caractère à l'Imprimerie nationale
- Françoise Pétrovitch, professeur de pratique plastique et de gravure
- Edmond Rigal, gravure en taille douce
- Edmond André Rocher, professeur, chef du service technique de 1906 à 1935
- Albert Quéméré, dit RÜ[14], dessinateur humoriste, caricaturiste et illustrateur français (a également été élève)
- Émile-Allain Séguy, peintre décorateur Art déco
- Émile Jean Sulpis, professeur de dessin
- Henry de Waroquier, professeur de composition décorative

### Quelques élèves notoires
- Gaston Prost (1881-1967), peintre, lithographe
- Raymond Bègue (1904-1987), photographe
- Louis-Joseph Soulas (1905-1954), peintre-graveur
- René Bouvard (1910-2008), graveur, illustrateur
- Robert Doisneau (1912-1994), photographe
- Lucien Fontanarosa (1912-1975), peintre
- Pierre-Laurent Brenot (1913-1998), styliste, affichiste et artiste peintre
- Roger Devauchelle (1915-1993), doreur et relieur
- Jacques Daniel, (1920-2011), artiste peintre, graphiste, typographe, illustrateur, maquettiste
- José Millas-Martin (1921-2011), imprimeur, compositeur typographique et éditeur
- Édouard Boubat, (1923-1999), photographe
- Albert Quéméré, dit RÜ[14] (1924-1995), dessinateur humoriste, caricaturiste et illustrateur français (a également été professeur)
- Pierre Faucheux, (1924-1999), graphiste
- René Ferracci (1927-1982), affichiste
- Siné (1928-2016), dessinateur
- Albert Boton (1932-2023), typographe
- Alain Pontecorvo (1936-), peintre
- Cabu (1938-2015), dessinateur
- Raoul Lazar (1938-), peintre et graveur
- Céelle (1929-2018), peintre
- Dan Jacobson (1942-), peintre et lithographe
- Armand Langlois (1947-), peintre plasticien
- Dominique Autié (1949-2008), auteur, éditeur, professeur
- François Place (1957-), écrivain, illustrateur
- Dominique Ladoge (1958-), scénariste, réalisateur, producteur, romancier
- Christian Olivier (1964-), auteur interprète des Têtes raides
- Benoît Morel (1964-), chanteur de La Tordue
- Catherine Meurisse (1980-), illustratrice, dessinatrice de presse, dessinatrice et scénariste de bandes dessinées
- Xavier de Rosnay (1982-), moitié du duo Justice
- Marion Montaigne (1980-), dessinatrice et scénariste de bandes dessinées
- Vincent Caut (1991-), dessinateur et scénariste de bandes dessinées
- Fanny Etienne-Artur (1980-), une auteure et illustratrice française en littérature jeunesse
- Leslie Plée (1980-), blogueuse, illustratrice et auteure de bande dessinée
- Raphaëlle Giordano (1974-), écrivaine
- Léo Quiévreux (1971-), auteur de bandes dessinées
- Serge Ricco (1970-), directeur artistique de Télérama et du Nouvel Observateur
- Cheyenne Olivier, autrice et illustratrice d'albums pour enfants et de bandes dessinées
- Olivier Bodart (1971-), auteur et artiste plasticien

#### Graveurs et illustrateurs de timbres
Depuis les années 1920, plusieurs étudiants de cette école sont devenus parmi les principaux graveurs de timbres français. C’est une élève, Sandrine Ramoin, qui a réalisé le timbre du centenaire de l’école Estienne. En sont ainsi issus : 
- Pierre Gandon (1899-1990)
- Albert Decaris (1901-1988)
- Jacques Combet (1920-1993))
- Georges Bétemps (1921-1992)
- Pierre Forget (1923-2005)
- Pierre Béquet (1932-2013)
- Fanny Boucher (1976-), héliograveur.
- Claude Jumelet (1946-)
- Jacky Larrivière 1946-)
- Patrick Lubin (1951-)
- Jacques Jubert (1940-)
- Line Filhon (1970-)
- Elsa Catelin (1975-)
- Yves Beaujard (1939-2024)
- Claude Andréotto (1940-2017)
- Ève Luquet (1954-)
- Jean-Paul Veret-Lemarinier (1944-2021)
- Cécile Millet (1977-)
- Olivier Balez (1972-)

## Accès
Cette école est desservie par les stations de métro Corvisart et Place d'Italie.